# 催眠
催眠（さいみん、英: hypnosis）とは、他人（自分自身であることもある）によって与えられた暗示により、精神的変化、肉体的変化が引き起こされた状態のことである。催眠術（さいみんじゅつ、英: hypnotism）とも呼ばれる。日本においては1887年（明治20年）前後に「催眠術」という用語が初めて一般社会に広まった。

## 催眠に関するよくある誤解
催眠に関して、次のように言われることがある。
1. 催眠をかけられると、催眠術師に操られてしまう。
2. 一度催眠にかかると、その状態から出ようと思っても出ることが出来ない。
3. とても「催眠術にかかりやすい」「暗示の影響を受けやすい」「騙されやすい」人でなければ催眠は効かない。
4. 催眠にかかっている間、人は意識を失う。

だがこれらはいずれも誤解である。以下、上に対する回答を記述する。
1. 正しくない。自分がやりたくないことをやらされる心配はない[3]。
2. 正しくない。自分が出たいときに催眠状態から脱することができる[3]。
3. 正しくない。研究によれば大多数が催眠の恩恵を受けることができる。また、催眠にかかりやすいことは「催眠を効果的に使用できる能力がある」以上の意味を持たない。騙されやすい、意思が弱いこととは全く関係ない[3]。
4. 正しくない。催眠にかかっている間、寝ているわけでも、意識を失っているわけでもない[3]。

ハモンドは、催眠暗示の反応率の調査を行った。これによると腕降下は89～92%、手の開閉では86～88%という反応率が得られたが、自然健忘（催眠中の体験を特に暗示をいれなくとも、忘れてしまうこと）の反応率は7%しかなかった。

## 催眠にかかるとどう感じるのか
学術的な議論は、催眠の原理で詳しく述べる。ここでは催眠にかかった時、具体的にどのように感じるのか、どのような現象が起きるのかを記述する。

### 催眠は睡眠と同じように感じるのか
ある程度の深さの催眠状態に誘導されると、思考が一時的に休まる状態、いわゆるぼーっとした状態になる。この状態で何の暗示も与えず放置しておいて「あなたは今何を考えていましたか」と聞いても「何も考えていなかった」と被施術者は答えるだろう。
だからといって、意識が完全に消失しているわけではない。被施術者に「あなたは眠っていましたか」と聞いても「眠っていなかった」と答える。催眠状態は睡眠とは異なる状態であるといえる。
催眠状態を日常の体験に例えるなら睡眠よりも、ある事に熱中しているときなどに起こる、頭の中が空っぽになったような感覚が適当である。催眠は一言の暗示ですぐに覚醒するが、睡眠は暗示を与えてもなかなか覚醒しないことからも、睡眠と催眠の違いが分かる。
実際、睡眠や弛緩といった暗示を与えず覚醒状態のまま催眠状態に導く、覚醒状態催眠が存在する。

### 後催眠現象について
後催眠現象（Post-hypnotic phenomena）とは、催眠中に与えた暗示が覚醒後に現れる現象をいう。催眠中に起こった現象が覚醒後、引き続き続いている現象も後催眠現象に含む。施術者は、与えられた暗示を覚えたままにしておくことも、忘れさせることもできる。（「この暗示は覚醒後忘れる」という暗示を別に与える）
神経衰弱に悩んでいる催眠感受性の高い男子中学生に対し、後催眠暗示を与えた例がある。暗示の内容は、中学生の前に立っている見知らぬ青年が、昔からの友人に見えるというものである。暗示の内容は忘れさせた。男子中学生は覚醒後「やあ青木君！　君はどうしてここへ……」と言った後、きまりが悪そうに「失敬しました。つい見間違えまして」と言った。
翌日その中学生は、本現象について次のように語っている。

## 催眠の定義
催眠を正確に定義することは極めて難しい。以下に示すように人によって、主張する催眠の定義は異なっているのが現状である。

## 催眠現象と催眠感受性

### 定義
催眠感受性とは、与えられた暗示にどの程度反応するかを示す指標である。一般に言われる「催眠にかかりやすい」、「催眠にかかりにくい」という表現は、「催眠感受性が高い」「催眠感受性が低い」という言葉に言い換えることができる。

### 催眠感受性の性質
催眠感受性と年齢との関係を調べた研究がある。この研究によると催眠感受性は小学生のころにピークを迎え、その後減少する。ただし減少の幅はわずかである。
また、催眠感受性と相関関係にある性格として、没頭、空想傾向、想像没入が挙げられる。なお、催眠感受性は不変のものではない。個人の催眠感受性は訓練や、個人が置かれた状況によって大きく変化することが知られている。

### 催眠感受性の測定
催眠感受性の測定には、標準化された尺度を用いる方法と、単一の暗示を用いる方法がある。前者の方法は、後者の方法に比べ正確に催眠感受性を測定することができる。しかし、測定に長い時間がかかってしまうため、時間に制約がある場合には後者の方法が使われる。
標準化された尺度の例を示す。スタンフォード催眠感受性尺度には、A型・B型・C型という三つのバージョンが存在するが、このうち最も有名なのはC型（SHSS:C）である。SHSS:Cの測定時間は、およそ一時間である。
- スタンフォード催眠感受性尺度（SHSS:A,SHSS:B,SHSS:C）
- スタンフォード催眠臨床尺度（成人用）（SHCS:Adult）
- スタンフォード催眠臨床尺度（小児用）（SHCS:Child）

| 項目                  | 催眠暗示反応 | 通過基準                                                   |
| --------------------- | --- | ---------------------------------------------------------- |
| 1. 手の下降           | | 10秒以内に6インチ以上下がる                                |
| 2. 手が離れる         | | 10秒以内に6インチ以上離れる                                |
| 3. 蚊の羽音・刺され感 | | しかめっ面、追い払い動作、または暗示効果を認める           |
| 4. 味覚の幻覚         | 甘み、後に酸味に変化 | ともに体験またはどちらかを強く体験する動作                 |
| 5. 腕の硬直           | 右 | 10秒以内に2インチ以下しか曲がらない                        |
| 6. 夢                 | 眠りと夢（2分間）、後に健忘                                                                                                   | 夜間夢に相当する体験                                       |
| 7. 年齢退行           | 現在の名前、年齢、日付を記入/小学5年生に退行して、名前、年齢、日付を記入/2年生に退行し、名前、年齢を記入/後に現在への年齢進行 | 現在と退行した事象のうちのひとつと筆跡に明らかに違いがある |
| 8. 手の不動           | 右、重くて上がらず | 10秒以内に1インチ以内の効果                                |
| 9. 嗅覚麻痺           | アンモニア臭 | アンモニア臭を感じない                                     |
| 10. 幻聴              | このオフィスで壁にあるスピーカーを通じて年齢や出生地を尋ねている                                                              | 幻聴・幻覚があったサインを示す                             |
| 11. 陰性幻覚          | 赤、白、青の三個の小さな箱を見せ、箱が2つあると暗示される                                                                     | 幻覚の確認                                                 |
| 12. 後催眠性健忘      | 項目11番までの項目の再生 | 3つまたはそれ以下の再生                                    |

スタンフォード催眠臨床尺度（成人用）は、スタンフォード催眠感受性尺度のテスト項目を臨床用に直したものである。
スタンフォード催眠臨床尺度（小児用）は、スタンフォード催眠臨床尺度（成人用）を小児向けに改訂したもので、目を開けたままでテストが実施できるよう工夫されている。（六歳以下の子供には閉眼は困難と考えられるため）
単一の暗示の例を示す。
- 腕降下テスト[21]
- シュブレール振り子[注釈 6]（Chevreul's Pendulum）テスト[22]
- 両手の接近不能テスト[23]

腕降下テストは、クライアントに「腕が下がる」という意の暗示を与え、実際にどの程度腕が下がるか測定することによって、催眠感受性を測る方法である。
腕降下テストの例を挙げる。まずクライアントを椅子に座らせ、両方の腕を前に差し出させる。そして目を閉じさせ、クライアントに「自分の腕に水が入ったバケツがくくりつけられている」というイメージを浮かべさせる。このときの腕の下がり具合で、催眠感受性を測る。
シュブレール振り子（Chevreul's Pendulum）とは、数十cm程度の紐におもりをつけた装置を指す。もしくは、前述の振り子を指で持って「振り子が動く」と期待すると、意識的に振り子を動かそうとしなくても振り子が動く現象をいう。大学生と大学院生、37名に行ったシュブレール振り子とSHSS-Cの点数の関連を調べた実験では、シュブレール振り子の振れ幅が大きくなるほどSHSS-Cの点数が大きくなる結果が得られた。

## 催眠療法

### 催眠の応用例
催眠は医療の分野において応用されている。中学生の乗り物酔いを治療するために催眠を用いた例、内視鏡検査に対し強度の不安を抱いている女性の不安を催眠で取り除いた例、過敏性腸症候群（IBS）の患者に催眠を用いた例などが実例として挙げられる。いずれも成果を挙げている。
ただし催眠療法と言われる療法の中には、科学的根拠が薄いものがある。例えば催眠療法によって禁煙を行おうとした研究が複数存在するが、研究の結論は一致していない。また、肥満に催眠療法を適用した群と、認知行動療法を適用した群を比較して催眠療法の効果を調べた研究がある。一度は効果があるという結論の論文が発表されたものの、後にその論文に対する、批判を述べた論文が発表された。

### 催眠を行う際の資格、素人催眠術師
日本では臨床心理士という資格があるものの、その専門業務は臨床心理査定・臨床心理面接・臨床心理的地域援助・以上三つに対する調査研究、と多岐にわたり催眠に限った資格ではない。
民間では、日本催眠医学心理学会が認定している「認定催眠士」という資格がある。平成21年11月に『催眠技能士』から『認定催眠士』へと名称が変更された）。
また、大谷は著書『現代催眠原論』において「素人催眠術師」を次のように批判している。ここでいう素人催眠術師とは、催眠術師として活動しているのにもかかわらず何の資格も保持していない者を指す。
日本臨床催眠学会、日本催眠医学心理学会、国際催眠学会（The International Society of Hypnosis）では、催眠に関して「（専門家は）素人催眠術師の行動には一切関与しない」といった倫理要綱が存在する。

## 自己催眠

### 自己催眠の手法
自己催眠とは、自分自身に催眠誘導を行い暗示を与えることをいう。
自己催眠は催眠誘導を全て自分自身で行うため、クライアント自身で催眠を行う場所や時間を選択できるというメリットがある一方、スムーズなトランス体験をすることが難しく、トランスから睡眠に移行してしまうというデメリットもある。
自己催眠の習得は、他者の催眠誘導によるものと、独学で習得するものに分けられる。
前者の場合、後催眠暗示を用いる。他者催眠を行っているときに「ある特定の合図であなたは催眠状態になる」という暗示を与えておく。クライアントは、自分の好きなタイミングでその合図を行う。すると、後催眠暗示によってクライアントは速やかに催眠状態に移行する。
後者の場合、CDやDVDといった教材を用いて完全に独学で習得する方法や、治療者から基本的な手法を学び、ひとりで自己催眠を習得する方法が考えられる。前者の方法を行う場合、誤った情報が記載されている教材が数多く存在するため注意が必要である。

### ダイエットや禁煙を対象としたCD、DVDの効果
CDやDVDなどの効果には、音声・映像を見たり聞いたりする者の催眠感受性が大きく影響する。したがって、CDやDVDがダイエット・禁煙に対し効果があるかどうか調査することは極めて難しい。。だがこれまでの調査でダイエットの心理療法と、禁煙に対する催眠療法の長期推定効果が低いことが判明しており、CDやDVDによる効果は非常に低いと考えるのが妥当である。
なお、クライアントごとに作られた、オーダーメイドの音声資料などは自己催眠の補助資料として活用することが出来る。

## 催眠と犯罪行為の関連
催眠によって犯罪行為を誘発できることを示す、決定的な証拠は存在しない。
確かに催眠で犯罪を行わせたとする実験や実例はいくつか存在する。具体的には、フォレル（Forel）が行った実験と、19世紀末のドイツで起こったチンスキー事件（Czynski Case）などがある。
フォレルは、催眠感受性の高い年配の男性に対し催眠をかけ、とある弁護士を撃つよう命じてからリボルバー（実弾は入っていない）を渡した。すると男性は弁護士を撃った。さらにフォレルが「この男はまだ死んでいない。もう一発打ち込まないといけない」と言うと、男性はためらうことなくもう一度弁護士を撃った。
チンスキー事件とは、1894年、催眠術師であるチェスワフ・チンスキー（Czeslaw Czynski）が治療として男爵夫人に催眠術をかけ、男爵夫人が自身に好意を抱くようにさせたとして訴えられた事件である。男爵夫人は、はじめ胃痛と頭痛の治療のためにチンスキーの元を訪れていたが、次第にチンスキーに好意を抱き始め、最終的に婚約した。
しかしいずれの事件、実験でも「本当に催眠が犯罪を誘発したのか」という点に関する批判が存在し、し烈な議論が行われている。例えばジュール・リエジョワやベルンハイム（ナンシー学派の研究者）は、フォレルの実験のような実験が、催眠犯罪の可能性を証明したと主張しているのに対し、シャルコーは依頼された犯罪が実際の犯罪ではないとの意識が残っていると主張している。
一般に、仮に催眠が犯罪を誘発したとする事件が起こったとしても、催眠が犯罪を誘発したとは必ずしも言えない。催眠を掛けられた人は、催眠をかけられていなかったとしても犯罪行為を行ったかもしれない。また、催眠をかけた者が社会的に地位が高い人物（例：医者）であり、「この人が犯罪をさせることを言うはずがない」と思った可能性もある。
人間を対象とした実験は、倫理的に行うことが難しいため、催眠と犯罪の関係性について検証することが難しいのが現状である。

## 催眠誘導

### 催眠誘導=弛緩、という誤解
催眠誘導とは、被験者に催眠をかける手法のことである。一般に「催眠誘導には弛緩や閉眼が必須である」と言われることが多いが、これは誤りである。もちろん弛緩を用いて催眠誘導する方法もあるが、それが全てではない。睡眠や弛緩を用いずに催眠誘導を行う手法として、覚醒状態催眠がある。
九人の受刑者に対して覚醒状態催眠を行った実験がある。受刑者には、緊張や刺激性を高める暗示を与え部屋を見つめながら回転させた。本誘導を五～二十五分続けた後、標準的な催眠感受性テストを受刑者に受けさせた。このテストの点数と、伝統的催眠を行った群の、テストの点数に差は見られなかった。
加えて、催眠誘導における暗示は命令ではない。催眠誘導は被験者に暗示を与え、暗示に対する反応を観察し、暗示を与える作業の繰り返しである。本質的には、催眠をかける者と被験者のコミュニケーションといえる。

### 催眠誘導の具体的な方法
催眠誘導の大まかな流れを次に記す。ただし、場合に応じて手順はスキップされることがある。
1. 誘導準備
2. 反応期待の亢進
3. 催眠感受性テスト
4. 催眠誘導暗示
5. 催眠深化
6. 解除（覚醒）

## エリクソン神話
催眠療法家であるミルトン・H・エリクソンは、1930年頃から古典的なアプローチとは異なる手法を催眠に取り入れ、心理療法全般に多大な影響を与えた。しかしエリクソンが亡くなった後、エリクソン催眠という特別な催眠が存在する、エリクソン催眠を行う者は全てエリクソニアンである、エリクソン催眠は全てブリーフセラピー（短期療法）である、エリクソンといえば間接暗示である、といったいわゆるエリクソン神話が広まってしまった。
エリクソンが催眠において斬新な技法を取り入れたことは事実だが、ある手法を画一的に用いていたというわけではない。クライアントの問題に合わせて治療方法を極めて柔軟に変化させていたのである。例えば、エリクソンは間接技法（明確に暗示を与えるのではなく、暗示を日常起きる現象に関連付けたり、催眠誘導によって起こる反応を関係のない場面で言ったりして暗示を遠回しに与える技法）を治療抵抗のあるクライアントのみに用いており、通常は直接技法を使用していた。時には権威的な暗示を用いることすらあったという。
なお、治療方法を柔軟に変化させたというのは、催眠治療に理論が不要であることを意味するものではない。実際エリクソン自身も、他学派の学者と催眠理論に関する意見を交換していた。高石はエリクソンの態度に関して超理論（transtheoretical）、すなわち従来あった理論を超越しようとしていたのではないかと主張している。
エリクソン神話が広まった主な原因として、エリクソンが晩年行ったセミナーが挙げられる。若い治療者の希望に応えて行ったものだったが、その内容は過去の治療成功例をひたすら繰り返すものだった。

## 催眠の原理

### 概要（状態論派と非状態論派の対立）
催眠の原理に関して、大きく分けて二つの説が存在する。一つは状態論(state theories)、もう一つは非状態論(nonstate theories)である。
状態論とは、「催眠は変性意識状態という特殊な意識状態である」とする理論のことである。非状態論とは、催眠を通常の心理反応の一つとして捉えようとする理論のことである。定義からわかるように両者の理論は真っ向から対立しており、催眠学界は、状態論派と非状態論派に分裂することになった。この対立に関しては非状態論で詳しく取りあげる。
2000年以降、脳の画像診断による催眠研究が進められており、催眠が大脳生理と関連の深い現象であることが示唆されている。しかし、低催眠感受性の被験者には、高催眠感受性の被験者に見られたような脳の反応は見られず、本当に大脳生理が催眠と関係しているのかについては不明である。

### 状態論
状態論の一つとして、ヒルガードが提唱した新解離理論が挙げられる。
新解離理論（the neodissociation theory）とは、催眠によって生ずる意図しない行動（例：腕が勝手に揚がる）を心的解離によるものだと主張した理論である。この理論の名称は、ジャネが提唱した解離説から来ているが、ヒルガードはジャネとは異なり解離を正常な反応と考えていた。ここから分かるようにヒルガードの新解離理論とジャネの解離説は全くの別物である。
本理論は、人間の認知システムを複数の認知制御構造と、それらを統括する統括自我に分けて捉えている。催眠によって統括自我に何らかの異常が発生すると、ある特定の認知制御構造は統括自我の管理から外れる（解離）してしまう。これによって意図しない行動が生ずるというのが、新解離理論の要点である。
ヒルガードは催眠の鎮痛効果を新解離理論で次のように説明した。
1. 催眠暗示によって認知制御構造が統括自我から分離される。
2. すると痛みは「意識される痛み（顕在痛）」と「意識されない痛み（潜在痛）」に分離される。潜在痛を認知するには、意識の分割によって起こる「隠れた観察者」という存在が必要である。
3. 被験者は顕在痛の部分しか意識的に痛みを感じることは無いため、鎮痛効果が生じる。

### 非状態論
非状態論に分類される理論として、社会認知理論がある。ただし、社会認知理論は単一の理論ではない。複数の認知心理学、社会心理学の理論から構成されるものである。
社会認知理論には、役割取得、課題動機付け、目的志向空想、反応期待といった説が含まれる。このうち課題動機付け説を提唱したのはバーバー（Barber）であり、状態論に真っ向から反論した人物として知られる。
課題動機付け説とは、催眠反応が被験者の動機付けによって起こるとする説である。バーバーは課題動機付け説を証明するため、被験者に対し催眠反応が想像によって起こることを強調した上で、誘導者の言葉に集中させる実験を行った。実験の結果、通常の覚醒状態でも催眠特有の反応（腕挙上、のどの渇き、健忘など）が催眠誘導無しに生ずることが証明された。ハーバーはこれを踏まえ「変性意識という概念は催眠反応を説明する上で不要である」と主張した。課題動機付け説で催眠現象を十分に説明できるとしたのである。
しかし本説に対し、状態論派から「これでは被験者が催眠にかかった振りをしていても催眠とみなすことになってしまう」という批判が起こった。これに対しスパノスは、被験者は催眠下にあるという役割に集中しており、その上で与えられた課題をこなしているのだと反論した。
また、スパノスはヒルガードが提唱した「隠れた観察者」も外部からの指示によって生じていると反論した。スパノスは持論を証明するため、高催眠感受性の被験者を二つのグループに分けて催眠の鎮痛に関する実験を行った。一方のグループにはヒルガードの報告通りの情報を与え、もう一方のグループには先ほどのグループとは逆の情報を与えた。実験の結果、二つのグループには逆の結果が現れた。

## 催眠の歴史

### 催眠術という呼称と動物磁気説
18世紀の医師フランツ・アントン・メスメルは動物磁気療法を考案した。メスメルは人間や動物の体を動かす磁気力「動物磁気」(animal magnetism) があると考え、動物磁気は磁気を帯びた流体であり、電気や引力のような物理的な力であるとした（動物磁気説）。メスメルは動物磁気の不均衡によって病気になると考え、これを操作して病気を治療しようと試みた（治療方法はフランツ・アントン・メスメル#治療の手順を参照）。動物磁気療法はメスメリズムと呼ばれるようになったが、これは19世紀のイギリスの医師、ジェイムズ・ブレイドの造語だとされる。メスメリズムの治療から発展した科学的技術をヒプノシス（催眠）という。
現代の催眠に携わる人の間では「催眠は魔術的なものではなく科学であるから、催眠術ではなく催眠・催眠法という表現を使うべき」という主張もある。

### メスメル以後の催眠研究の歴史
イギリスの医師ジェイムズ・ブレイド（James Braid, 1795-1860）は、メスメル以後の治療を技法（言葉、パスという身振り、接触）と道具立て（バケツ、奇抜な衣装、暗い部屋、音楽、熱狂）、治癒対象（麻痺や失神を伴うヒステリー）に分類した。彼は凝視法により、被験者を催眠へ誘導した。これは被験者に一点を見つめるように指示をすることで、術者の声へ集中させ、術者の暗示を受け入れやすくする方法である。つまり、動物磁気を使わずに催眠状態が生じることを実証したのである。また、視覚障碍者にも凝視法の暗示を用いて催眠へ誘導し、これにより催眠が心理現象であることを示した　彼は、暗示により神経系の眠りを引き起こすと考え、1843年に催眠（ヒプノシスまたはピプノチズム）と名付けた。
精神医学者のジャン＝マルタン・シャルコー（J. M. Charcot, 1825-1893, フランス）は、ブレイドの研究を読んで、催眠に関心を持った。19世紀後半は、ヒステリー（英：hysteria）が医学的に最大の関心事であったためである。ヒステリーは、ラテン語のヒュステラ（husterā、子宮）から派生した言葉で、当時は女性だけがなるものと思われており、失神、麻痺、痙攣、拒食など重い症状を示すものだった。シャルコーは、1861年からパリにあるサルペトリエール病院の院長を務めた。彼は患者を見つめることでヒステリーを生じさせ、それを消した。症状の発生と消滅という医学的成果を成し遂げたのである。シャルコーは病院の講堂で実演を公開したが、発表会には流行病の治療法を見るために、医者だけでなく、貴族や新聞記者、小説家たちも駆けつけた。研究発表なので、シャルコーはシルクハットに燕尾服という正装をして現れた。会場に連れてこられた患者をシャルコーが見つめると、患者はヒステリーを起こした。ここからシャルコーは、ヒステリーが暗示によって引き起こされるのではなく、人間の生理学的構造そのものに由来すると考えた。
サルペトリエール病院は女性の精神障害、政治犯、犯罪者、売春婦を収容する病院で、患者数4000人に医師は10人で、治癒率は10％以下だった。病院という名の収容所であった。現在の視点から言えば、患者は突然、みすぼらしい姿のまま病院の講堂に連れてこられて、立派な服装をした大勢の人の前に立たされ、会ったこともない病院長に見つめられたのである。患者はパニックを起こしたと考えられる。彼の姿やしぐさは、後に吸血鬼ドラキュラや「邪眼（evil eye）」による隷属をテーマにした小説に影響を与えた。
アンブロワーズ＝オーギュスト・リエボー（Ambroise-Auguste Liébeault, 1823-1904）は、フランスのナンシー地方の開業医であった。彼は、男性も女性も、若者も高齢者も、農民にも貴族にもヒステリーなどの催眠治療を行わなければならず、数千人を治療した。そこから催眠は言語暗示だけでかかり、催眠中の動作や記憶の再生は、すべて患者本人が行っていることを示した。催眠はヒステリー以外の心の病にも有効であることを示した。ナンシー学派と言われている。現代の催眠研究の基本的立場である。
1880年ごろ、ウイーンの医師ヨーゼフ・ブロイアー（Josef Breuer,1842-1925、オーストリア）は、催眠は症状の消滅だけでなく、年齢退行によって症状の原因を探ることができることを示した。
精神分析のジークムント・フロイト（Sigmund. Freud, 1856-1939、オーストリア）は、シャルコーのもとで催眠を学び、ナンシーで催眠による一般人向け治療技法を学んだ。その後、ブロイアーと症状の原因を探る共同研究をした。彼は、後催眠暗示を見て無意識という概念を編み出した。年齢退行からは、退行という概念を作った。また、原因となる記憶を思い出せば、症状がなくなる現象をカタルシス（浄化）と名付けた。さらに、催眠状態に誘導しても症状の原因を思い出すことが難しい例があることから抑圧という概念を生み出した。そのような患者に対しては、ナンシー学派のベルネイム, H. を参考にして、覚醒状態で患者の心に浮かんだことを自由に述べさせた。これを自由連想法と名づけた。その後、催眠を用いて記憶を解放する方法を止め、覚醒状態で分析をする精神分析を打ち立てた。
第1次、第2次世界大戦は、無感動、衝動的攻撃行動、麻痺、健忘など戦争神経症(war neurosis)の兵士を大量に生み出した。催眠療法が兵士の症状除去、記憶回復に使われ、短期的には症状除去できたと言われている。これが第二次世界大戦後の催眠研究の隆盛に影響を与えることになった。この時期、ベルリン大学のヨハネス・ハインリヒ・シュルツ（J.H. Schultz）は、自己暗示を組織化した自律訓練法を提唱した（1932）。リラクゼーション法として現在でも使われている。森田正馬（もりた・まさたか, 1874〜1938）も当初、催眠暗示療法を試みたが、その効果に疑問を抱き、神経症、不安障害を対象とする森田療法を創始した（1919年）。

### 第二次世界大戦後の日本の催眠研究
1946年、アメリカ教育使節団の一員としてスタンフォード大学心理学部長のアーネスト・ヒルガード（Ernest R. Hilgard, 1904-2001）が来日し、催眠とプログラム学習を紹介した。アメリカ教育使節団は、社会科の創設、男女共学、6・3・3制、PTAの導入など戦後教育に大きな影響を与えている。彼が紹介したプログラム学習は、漢字ドリルや計算ドリルとして教育界へ広がり、定着している。ヒルガードの著書は、世界的に有名な心理学の教科書であり、日本でも「ヒルガードの心理学」（金剛出版）として長年出版されている。催眠の導入や催眠の状態の説明、運動制御・記憶・後催眠健忘などが解説されている。彼は催眠感受性の測定を大規模に行い、533人の測定結果も掲載されている。
成瀬悟策（1924-2019、東京教育大学、九州大学）は、知覚心理学の小保内虎夫（1899—1968）指導の下で後催眠状態における心象研究を行っていた。アメリカにおける催眠研究の隆盛を受けて、催眠の技法、理論の紹介、治療へ応用を始めた。成瀬が多数の研究者に催眠を教えたおかげで、睡眠や夢と催眠状態との関連に関する脳波研究や催眠状態と瞑想に関する禅の研究、年齢退行を用いた記憶研究などが行われた。教育では、集中力を高めることで学習の促進を試みたり、児童のあがり、赤面、食べ物の好き嫌いへの対処などで催眠が使用されたりした。特別支援教育では、脳性マヒ児のリハビリテーション時の痛みを軽減するために利用された。
当初、医療の分野では、痛みや出血を抑えるために導入されたが、麻酔技術の進歩にともなって催眠の利用は廃れていった。睡眠研究では、睡眠に4段階あり、さらにREM期もあることが分かり、催眠や瞑想との関連を明確にできないままになっている。教育の分野では、催眠をかける手間が課題となり使われなくなっていった。リハビリテーションの分野では、早期発見・早期治療が進み、筋肉が萎縮する前にリハビリテーションを行うようになったため、無痛を求める必要がなくなった。
催眠は、臨床心理学や医学の一部で研究されており、援助法の一つとして取り上げている心理学の教科書もある。また、教育の分野では、教師の指示が明示（明確な指示）から暗示へ変化している。指示の変化と児童・生徒の自主性との関連や教員養成における明示と暗示の教育が必要になっている。

### 日本における催眠術の流行
日本においては、明治末期から大正時代にかけて催眠術が大流行し、催眠術を応用した精神療法や身体鍛練法などを唱える者が多数現れた。それらは医学関係者から霊術師まで多岐にわたり、福来友吉、田中守平などがいた。書物も多数出版され、「催眠」と明記した書籍だけでもこの時期だけで400冊以上が出版されている。その流行ぶりに、風俗撹乱の恐れから、1908年に発布された警察犯処罰令（1948年に廃止）には「みだりに催眠術を施した者」という一項が入れられていた。プロの催眠術師たちは、看板を「霊術」「精神療法」「心理療法」などと書き換え当局の追及をかわした。霊術は昭和期には最盛期を迎え、1930年には霊術家は3万人であったという。明治政府に禁止された修験道など日本の呪術文化と融合した霊術は、手技療法などの療術と併用され、通常医療の足りない面を補い黙認されていたが、その山師的側面から規制の対象となった。また霊術は現在の新宗教のルーツの一つでもある。霊術は、戦後GHQに禁止されたことで死語になり、おおよそ終焉をむかえた。フランツ・アントン・メスメル（1734年 - 1815年）によるメスメリズム（動物磁気療法）は催眠術のもとになった療法だが、近代日本で催眠術と混同されていた。